# Bisbat de Paisley
El bisbat de Paisley (anglès: Roman Catholic Diocese of Paisley, llatí: Dioecesis Pasletana) és una seu de l'Església Catòlica a Escòcia, sufragània de l'arquebisbat de Glasgow. Al 2016 tenia 88.600 batejats sobre una població de 372.800 habitants. Actualment està regida pel bisbe John Keenan.

## Territori
La diòcesi comprèn les àrees administratives de Renfrewshire, Renfrewshire Oriental i Inverclyde.
La seu episcopal és la ciutat de Paisley, on es troba la catedral de Sant Mirin.
El territori s'estén sobre 580 km², i està dividit en 33 parròquies, agrupades en 3 vicariats.

## Història
La diòcesi va ser erigida el 25 de maig de 1947 amb la butlla Maxime interest del papa Pius XII, prenent el territori de l'arquebisbat de Glasgow.
El 8 de novembre de 1952, mitjançant la butlla Est in antiquo del mateix papa, s'instituí el capítol catedralici.

## Cronologia episcopal
- James Black † (28 de febrer de 1948 - 29 de març de 1968 mort)
- Stephen McGill, P.S.S. † (25 de juliol de 1968 - 8 de març de 1988 jubilat)
- John Aloysius Mone † (8 de març de 1988 - 7 d'octubre de 2004 jubilat)
- Philip Tartaglia (13 de setembre de 2005 - 24 de juliol de 2012 nomenat arquebisbe de Glasgow)
- John Keenan, des del 8 de febrer de 2014

## Estadístiques
A finals del 2016, la diòcesi tenia 88.600 batejats sobre una població de 372.800 persones, equivalent al 23,8% del total.
| any  | població | població | població | sacerdots | sacerdots       | sacerdots       | sacerdots             | diaques | religiosos | religiosos | parròquies |
| ---- | -------- | -------- | -------- | --------- | --------------- | --------------- | --------------------- | ------- | ---------- | ---------- | ---------- |
| any  | batejats | total    | %        | total     | clergat secular | clergat regular | batejats por sacerdot | diaques | homes      | dones      |            |
| 1950 | 69.371   | 288.600  | 24,0     | 69        | 69              |                 | 1.005                 |         | 8          | 96         | 22         |
| 1969 | 80.300   | 356.800  | 22,5     | 105       | 93              | 12              | 764                   |         | 15         | 122        | 28         |
| 1980 | 89.259   | 314.501  | 28,4     | 80        | 70              | 10              | 1.115                 |         | 12         | 126        | 33         |
| 1990 | 84.825   | 314.000  | 27,0     | 78        | 72              | 6               | 1.087                 |         | 7          | 107        | 35         |
| 1999 | 79.429   | 342.000  | 23,2     | 75        | 73              | 2               | 1.059                 |         | 7          | 70         | 36         |
| 2000 | 79.429   | 342.000  | 23,2     | 76        | 73              | 3               | 1.045                 |         | 11         | 63         | 36         |
| 2001 | 79.400   | 342.000  | 23,2     | 72        | 70              | 2               | 1.102                 |         | 8          | 56         | 36         |
| 2002 | 79.400   | 342.000  | 23,2     | 71        | 68              | 3               | 1.118                 |         | 13         | 46         | 36         |
| 2003 | 79.400   | 342.000  | 23,2     | 73        | 70              | 3               | 1.087                 |         | 9          | 38         | 36         |
| 2004 | 79.400   | 342.000  | 23,2     | 74        | 71              | 3               | 1.072                 |         | 11         | 38         | 35         |
| 2013 | 89.300   | 375.700  | 23,8     | 57        | 57              |                 | 1.566                 | 7       |            | 36         | 33         |
| 2016 | 88.600   | 372.800  | 23,8     | 44        | 44              |                 | 2.013                 | 8       |            | 10         | 33         |